# Villa Paul Gottlieb Kunze
Die Villa von Paul Gottlieb Kunze steht im Stadtteil Niederlößnitz der sächsischen Stadt Radebeul, im Ledenweg 14. Sie war der Wohnsitz des Fotografen und Gemeindeältesten Alfred Naumann.

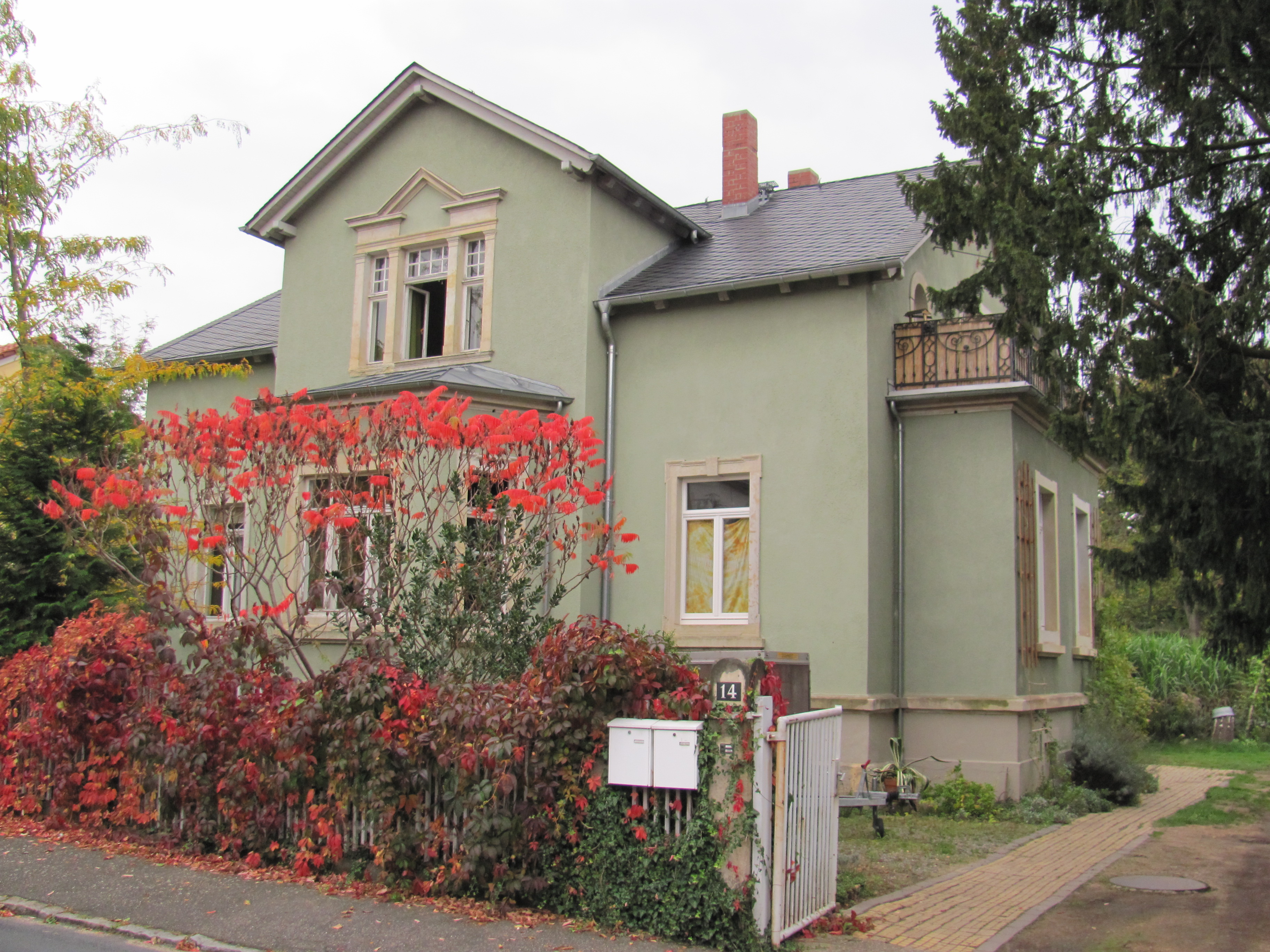
Ledenweg 14

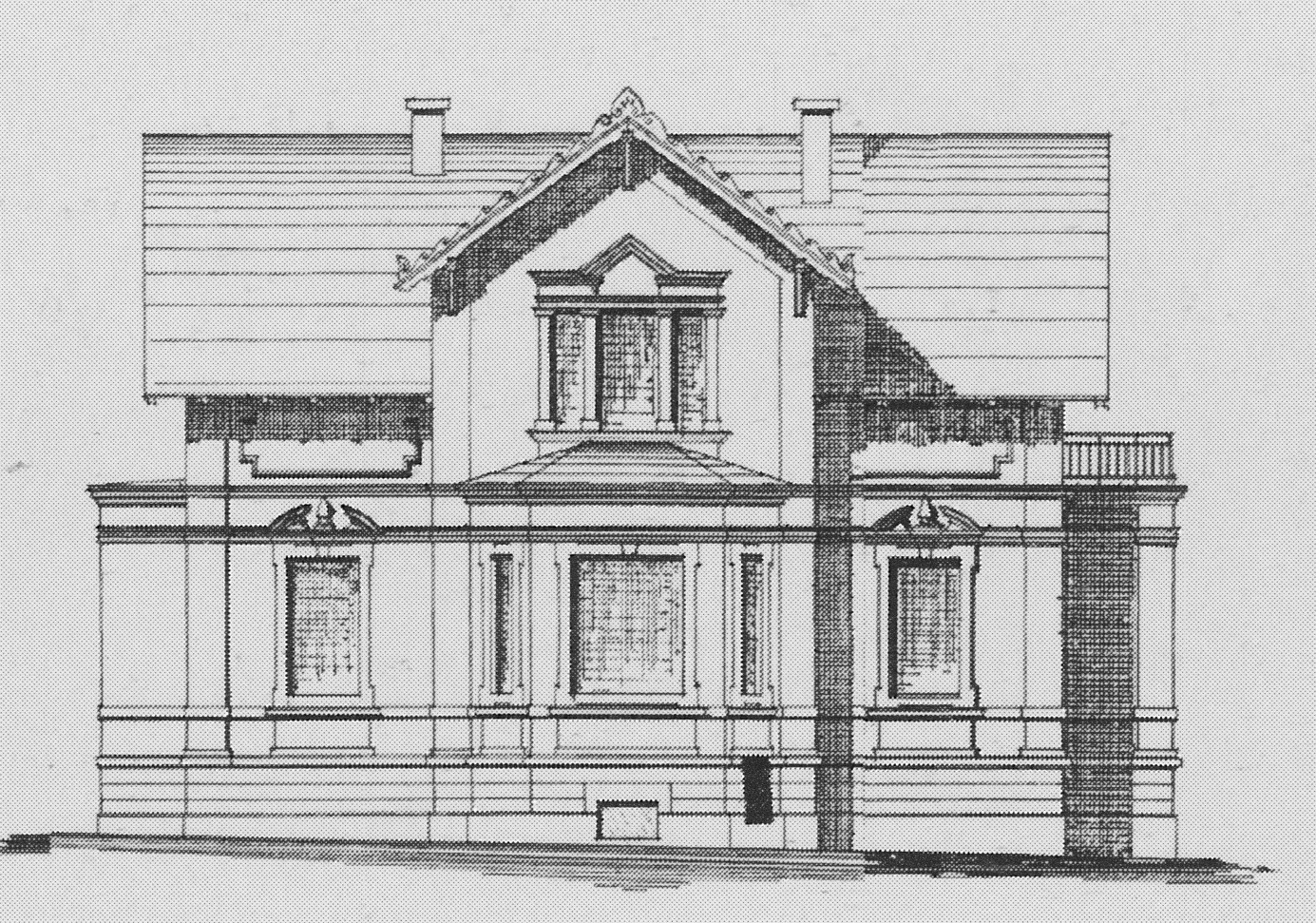
Umbauzeichnung, 1907

## Beschreibung
Die anderthalbgeschossige, mit der Einfriedung unter Denkmalschutz stehende landhausartige Villa mit Satteldach steht traufständig zur Straße. Ebenso wie auf der Rückseite zeigt sie in der Straßenansicht einen zweigeschossigen Mittelrisalit. In dessen Zwerchgiebel befindet sich ein Drillings-Koppelfenster mit einer Dreiecksgiebelverdachung. Vor dem Risalit steht ein eingeschossiger, polygonaler Standerker. In der rechten Seitenansicht steht ein Söller, der Eingang befindet sich auf der Rückseite.
Das verputzte Gebäude trägt inzwischen vereinfachte Gliederungen.

## Geschichte
Der Baumeister Paul Gottlieb Kunze errichtete 1878 eine reich gegliederte, landhausartige Villa. Im Jahr 1907 wurde sie durch den Baumeister F. A. Bernhard Große unter Umbildung der Fassaden umgebaut.
Das Gebäude war der letzte Wohnsitz des erfolgreichen ehemals Leipziger Fotografen und Niederlößnitzer Gemeindeältesten Alfred Naumann, der vorher nach Luftlinie 400 Meter entfernt in einer Villa in der Karl-Liebknecht-Straße 3 gewohnt hatte.